# Eleições legislativas portuguesas de 1860
As eleições legislativas portuguesas de 1860 foram realizadas no dia 1 de janeiro.

## Partidos
Os partidos que tiveram deputados eleitos foram os seguintes:
| Partido | Partido             |
| ------- | ------------------- |
|         | Partido Regenerador |
|         | Partido Histórico   |
|         | Miguelistas         |

## Resultados
| ↓                   |                   |             |
| 162                 | 15                | 2           |
| Partido Regenerador | Partido Histórico | Miguelistas |

| Partido | Partido             | %            | +/-         | Deputados   | +/-         |             |
| ------- | ------------------- | ------------ | ----------- | ----------- | ----------- | ----------- |
|         | Partido Regenerador | 91,0 / 100,0 | Novo        | 162 / 179   | Novo        |             |
|         | Partido Histórico   | 8,0 / 100,0  | 77          | 15 / 179    | 123         |             |
|         | Miguelistas         | 1,0 / 100,0  | -           | 2 / 179     | Estável     |             |
| Fonte   | Fonte               | [ 1 ] [ 2 ]  | [ 1 ] [ 2 ] | [ 1 ] [ 2 ] | [ 1 ] [ 2 ] | [ 1 ] [ 2 ] |

### Gráfico
| Gráfico dos resultados | Gráfico dos resultados | Gráfico dos resultados | Gráfico dos resultados | Gráfico dos resultados |
| ---------------------- | ---------------------- | ---------------------- | ---------------------- | ---------------------- |
|                        |                        |                        |                        |                        |
| Partido Regenerador    | Partido Regenerador    |                        | 91%                    | 91%                    |
| Partido Histórico      | Partido Histórico      |                        | 8%                     | 8%                     |
| Miguelistas            | Miguelistas            |                        | 1%                     | 1%                     |